# Nemestrinus fascifrons
Nemestrinus fascifrons är en tvåvingeart som först beskrevs av Jacques-Marie-Frangile Bigot 1888.  Nemestrinus fascifrons ingår i släktet Nemestrinus och familjen Nemestrinidae. Inga underarter finns listade i Catalogue of Life.